# Adecatumumab
L'adecatumumab o MT201 è un anticorpo monoclonale umano ricombinante della classe IgG1 con specificità di legame alla molecola di adesione delle cellule epiteliali (EpCAM). EpCAM (CD326) è una proteina di superficie cellulare che è spesso espressa a livelli elevati nella maggior parte dei tipi di tumori solidi, tra cui prostata, seno, colon, stomaco, ovaio, pancreas e polmone.
Adecatumumab è studiato in studi clinici sul trattamento del carcinoma della prostata  e del tumore della mammella.

## Farmacologia
L'iperespressione di EpCAM è stata dimostrata favorire la proliferazione, la migrazione e l'invasività delle cellule tumorali del seno. Inoltre, l'espressione di EpCAM è associata a una diminuzione della sopravvivenza in diversi tipi di tumori, tra cui seno, colecisti, dotto biliare, ovaio e tumore pancreatico ampollare. Recentemente, si è scoperto che EpCAM è espresso sulle cellule staminali tumorali di seno, prostata, colon e pancreas. Gli studi clinici hanno dimostrato un profilo di sicurezza favorevole e che l'attività clinica dipende dall'espressione del bersaglio EpCAM.

### Adecatumumab
- (EN) Olivier Gires e Barbara Seliger, Tumor-Associated Antigens: Identification, Characterization, and Clinical Applications, Wiley-VCH, 2009,  pp. 190–, ISBN 978-3-527-32084-4.
- (EN) Jeffrey Tobias e Daniel Hochhauser, Cancer and Its Management, John Wiley and Sons, 8 febbraio 2010,  pp. 241–, ISBN 978-1-4051-7015-4.
- (EN) Robert O. Dillman, Principles of Cancer Biotherapy, Springer, July 2009,  pp. 377–, ISBN 978-90-481-2277-6.
- (EN) Zhiqiang An, Therapeutic Monoclonal Antibodies: From Bench to Clinic, John Wiley and Sons, 8 settembre 2009,  pp. 865–, ISBN 978-0-470-11791-0.